# .500 S&W Magnum

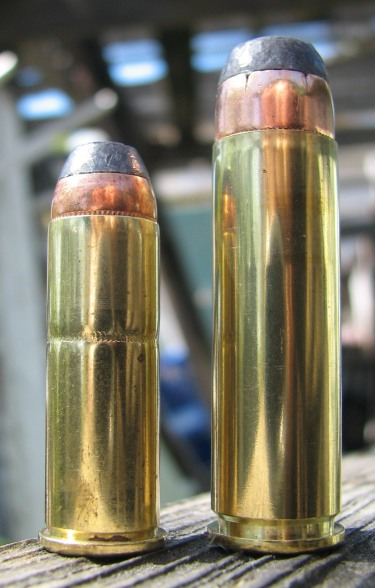
Den populära .44 Magnum (vänster), bredvid .500 S&W magnum (höger).

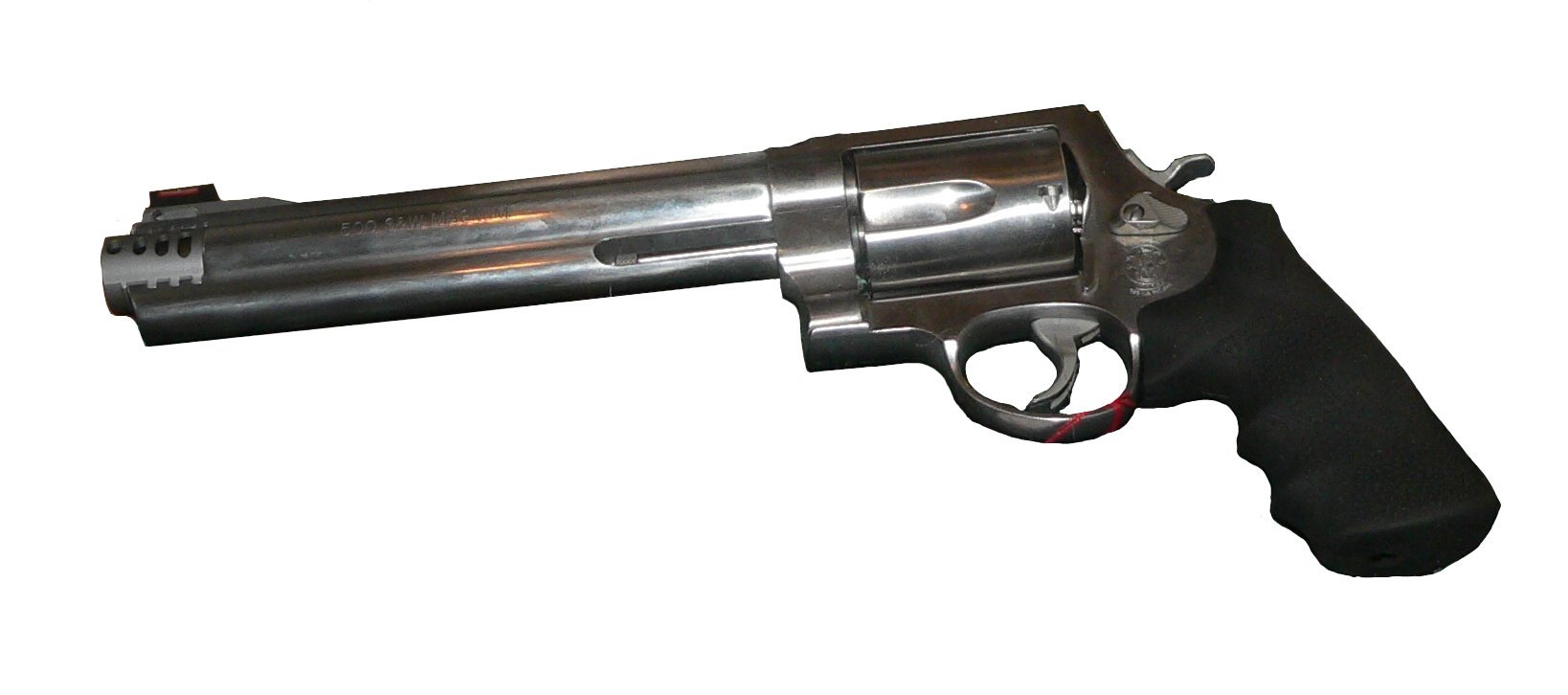
Smith & Wesson Model 500, Den första revolvern att skjuta denna patron.

.500 S&W Magnum eller bara .500 magnum, är en pistolpatron utvecklad av Smith & Wesson år 2003. Den utvecklades tillsammans med revolvern Smith & Wesson Model 500, som en revolver för jakt med större djur, t.ex. björn.
Smith & Wesson hade länge varit i fronten när det gällde stora pistolpatroner, med sina Magnum-kulor, .357 Magnum och .44 Magnum, men när andra företag hade utvecklat nya patroner, t.ex. .454 Casull, så tappade S&W rollen som världens största pistolkaliber. Då behövde företaget något att förstärka ryktet med, så de utvecklade .500-kulan.